# وادي عنه
وادي عنه وادي يقع في عزلة جبل بحري مديرية العدين، محافظة إب. ويبعد عن مركز مدينة العدين حوالي 3 كم. ويشتهر بزراعة البن والمانجو والموز وغيره. وتعود أملاك هذا الوادي إلى أسرة آل الجابر.